# Horst Meller
Horst Meller (* 25. August 1936 in Berlin; † 2. März 2013 in Heidelberg) war ein deutscher Anglist und Hochschullehrer.

## Leben und Wirken
Horst Meller studierte Anglistik und Romanistik an der Freien Universität Berlin. Als einer seiner akademischen Lehrer, der Anglist Rudolf Sühnel, von Berlin an die Universität Heidelberg wechselte, folgte Meller ihm und nahm eine Assistentenstelle an dieser Universität an. Nach seinem ersten Staatsexamen für den höheren Schuldienst 1960 promovierte er 1968 bei Rudolf Sühnel. Im gleichen Jahr wurde Meller als Akademischer Rat weiterbeschäftigt und habilitierte sich 1973 und hatte seither an der Universität Heidelberg eine Stelle als Wissenschaftlicher Rat und Professor für Anglistik inne.
In seinen zahlreichen Veröffentlichungen beschäftigte sich Meller vor allem mit der Interpretation englischer Dichtung.

## Veröffentlichungen (Auswahl)
- (Hrsg.): Zeitgenössische englische Dichtung. Einführung in die englische Literaturbetrachtung mit Interpretationen. Bd. 1: Lyrik. Hirschgraben-Verlag, Frankfurt/M. 1966.
- (Hrsg., mit Rudolf Sühnel): British and American classical poems. In continuation of Ludwig Herrig's 'Classical authors'. Westermann, Braunschweig 1966 (2. Aufl. Winter, Heidelberg 1999, ISBN 3-8253-0842-1).
- Aldous Huxleys äffischer Tithonos. In: Horst Meller/Hans-Joachim Zimmermann (Hrsg.): Lebendige Antike. Symposium für Rudolf Sühnel. Erich Schmidt Verlag, Berlin 1967, S. 473–488.
- Das Gedicht als Einübung. Zum Dichtungsverständnis William Empsons (= Heidelberger Forschungen, Bd. 14). Winter, Heidelberg 1974, ISBN 3-533-02268-4 (= Dissertation Universität Heidelberg).
- Die Absetzung des Vaters. Blake, Shelley und der Traditionshintergrund romantischer Revolte. In: Hubertus Tellenbach (Hrsg.): Das Vaterbild im Abendland. Bd. 2. Kohlhammer, Stuttgart 1978, S. 62–77, ISBN 3-17-004677-2.
- Zum Verstehen englischer Gedichte (= Literaturstudium, Bd. 2). Fink, München 1985, ISBN 3-7705-1992-2.
- (Hrsg.): Rudolf Sühnel / Make it new. Essays zur literarischen Tradition. Springer, Berlin 1987, ISBN 3-540-17597-0.
- (Hrsg.): London. The urban experience in poetry and prose. Schöningh, Paderborn 1991.
- Literatur im Leben. Goethes Pfarrhaus in Sesenheim und Goldsmiths Landpfarrer von Wakefield. In: Deutsche Vierteljahrsschrift für Literaturwissenschaft und Geistesgeschichte, Bd. 68 (1994), S. 197–230.
- Schleichwege des Subversiven. Die englischen Korrespondenzgesellschaften und die Ideenvermittlung zwischen Commonwealth und Frühromantik. In: Klaus Garber (Hrsg.): Europäische Sozietätsbewegungen und demokratische Tradition. Die europäischen Akademien der Frühen Neuzeit zwischen Frührenaissance und Spätaufklärung. Bd. 1 (= Frühe Neuzeit, Bd. 26). Niemeyer, Tübingen 1996, S. 790–833, ISBN 3-484-36526-9.
- (Hrsg.): Englische Dichtung von R. Browning bis Heaney (= Englische und amerikanische Dichtung, Bd. 3). Beck, München 2000, ISBN 3-406-46462-9.

Außerdem zahlreiche Aufsätze in Fachzeitschriften und Sammelbänden.
Festschrift
- Michael Gassenmeier (Hrsg.): British romantics as readers. Intertextualities, maps of misreading, reinterpretations. Festschrift for Horst Meller (= Anglistische Forschungen, Bd. 258). Winter, Heidelberg 1998, ISBN 3-8253-0648-8 (Bibliographie Horst Meller: S. 319ff.).